# Fatou Dieng (Leichtathletin)
Fatou Dieng (* 14. September 1983) ist eine ehemalige mauretanische Leichtathletin, die sich auf den Sprint spezialisiert hatte.

## Biografie
Fatou Dieng nahm 2000 als erste weibliche Athletin ihres Landes an den Olympischen Spielen teil. Im Wettkampf über 100 m schied sie mit einer Zeit von 13,69 s als Neunte ihres Vorlaufes vorzeitig aus. Bei den Spielen der Frankophonie stellte sie am 21. Juli 2001 mit einer Zeit von 11,87 s einen neuen Landesrekord auf.